# Live: Volume I - Selections from Adrenaline
Live: Volume I - Selections from Adrenaline è il terzo EP del gruppo musicale statunitense Deftones, pubblicato il 20 aprile 2013 dalla Reprise Records.

## Descrizione
Pubblicato in occasione del Record Store Day in un numero limitato a 3 000 copie, il disco contiene quattro brani (tre tratti da Adrenaline più Teething) eseguiti dal vivo il 13 ottobre 1996 presso il Memorial Auditorium di Buffalo e avrebbe dovuto rappresentare il primo di una serie di sette vinili esclusivi volti a soffermarsi sui momenti più salienti della carriera del gruppo.

## Tracce
Testi di Chino Moreno, musiche dei Deftones.
Lato A
1. Minus Blinfold – 5:16
2. Teething – 3:30

Lato B
1. Nosebleed – 4:31
2. Engine No. 9 – 3:48

## Formazione
- Chino Moreno – voce
- Stephen Carpenter – chitarra
- Chi Cheng – basso, cori
- Abe Cunningham – batteria